# أحمد بن عبد الرؤوف الحسيني
السيد أحمد بن عبد الرؤوف بن حسين الحسيني الجدحفصي البحراني. هو رجل دين شيعي بحراني من أهل جدحفص من المتخصصين في الشعر العربي والمهتمين بالنحو ورشرح الآثار الأدبية والشعرية.
وينتمي الحسيني لأسرة متدينة إذ كان والده عبد الرؤوف من رجال الدين الشيعة المعروفين في البحرين، وقد أثنى عليه الحر العاملي.(1)
لم يُحدد تاريخ ولادته وتاريخ وفاته إلَّا أن من المعلوم أنه من أهل القرن الثاني عشر الهجري لكونه معاصراً لرجال الدين الشيعة المعروفين في ذلك العصر كسليمان الماحوزي، ويوسف البحراني.(2)

## مصنفاته وآثاره
ذكر من آثاره التالي:
| - شرح ديوان المتنبي. - حاشية على ألفية بن مالك. | - قصائد في الرثاء (رثاء النبي محمد وفاطمة الزهراء وأئمة الشيعة الإثنا عشر) غير مجموعة في ديوان، وإنما هي مبثوثة في بعض الكتب الأدبية والشعرية.(3) |

## الهوامش
- 1 - ذكر الحر العاملي في ترجمته لعبد الرؤوف بن حسين الحسيني في كتابه أمل الآمل أنَّه - أي العاملي - قد سافر من موطنه جبل عامل (جنوب لبنان) إلى البحرين والتقى بكثير من رجال الشيعة وفقهائهم وأعيانهم في البحرين، وكان منهم الحسيني، فقال في ترجمته له: ”رأيته في البحرين ورأيت منه العجب، لكنني غرقت في بحرين؛ بحر العلم، وبحر الأدب“.[2]
- 2 - ذكر يوسف البحراني في ترجمته لسليمان الماحوزي في كتابه لؤلؤة البحرين في الإجازة لقرتي العينين أن للماحوزي رسالة في مناسك الحج صنفها بالتماس من الحسيني حيث قال:”رسالة في مناسك الحج مختصرة كتبها بالتماس السيد الأمجد السيِّد أحمد ابن السيِّد عبد الرؤوف الجدحفصي البحراني“.[3] ويبين هذا الشاهد التاريخي علاقة الحسيني بعلماء عصره.
- 3 - أورد محمد عيسى آل مكباس في موسوعة شعراء البحرين شيئاً من شعره، ومما أورده هذين البيتين:[4]

### كتب
- غاية المرام في تاريخ الأعلام. السيد هاشم السيد سلمان السيد باقر، طبع البحرين، 2004 م، منشورات مكتبة المدني للمعلومات.
- أمل الآمل في تراجم علماء جبل عامل. محمد بن الحسن الحر العاملي، طبع النجف - العراق، عام 1385 هـ، منشورات مطبعة الآداب.
- لؤلؤة البحرين في الإجازة لقرتي العينين. يوسف البحراني، طبع البحرين، عام 2008 - 1429 هـ، منشورات مكتبة فخراوي.

### إشارات مرجعية
1. 1 2  
السيد باقر، السيد هاشم السيد سلمان. غاية المرام في تاريخ الأعلام. ص. 57.
2. ↑  
العاملي، الحر. أمل الآمل في تراجم علماء جبل عامل - ج2. ص. 146. مؤرشف من الأصل في 2019-12-08.
3. ↑  
البحراني، يوسف. لؤلؤة البحرين في الإجازة لقُرّتي العينين. ص. 12.
4. ↑  
آل مكباس، محمد عيسى. موسوعة شعراء البحرين. ص. 146.